# レット・ゼム・オール・トーク
『レット・ゼム・オール・トーク』（原題:Let Them All Talk）は2020年に配信されたアメリカ合衆国のドラマ映画である。監督はスティーヴン・ソダーバーグ、主演はメリル・ストリープが務めた。
本作は日本国内でも劇場公開されなかったが、2021年8月4日にiTunesで配信された。

## 概略
世界的に高く評価されている小説家、アリス・ヒューズはまた1つ文学賞を受賞することになった。アリスは豪華客船、クイーン・メリー2に乗って式典が開かれるイギリスに向かうことにしたが、「道中、新作小説を執筆するだけではつまらない」と考え、甥のタイラーだけではなく旧友のロバータとスーザンを招待した。しかし、3人が最後に会ったのは30年以上前のことであり、ロバータとスーザンは「アリスは何故自分たちを招待したのか」と内心訝しんでいた。
出港後、アリスは筆が思うほど進まないという問題に悩まされることになった。そんな新作に関する情報を求めて、出版社のエージェントのカレンがこっそりクイーン・メリー2に乗り込んでいた。カレンはタイラーを誘惑して情報を引き出そうとしたが、タイラーの方は本気でカレンに熱を上げてしまった。
やがて、この2つの出来事が思わぬ形で交錯することになる。

## キャスト
- アリス・ヒューズ：メリル・ストリープ
- ロバータ：キャンディス・バーゲン
- スーザン：ダイアン・ウィースト
- カレン：ジェンマ・チャン
- タイラー・ヒューズ：ルーカス・ヘッジズ
- ミッチェル医師：ジョン・ダグラス・トンプソン
- エディ：クリストファー・フィッツジェラルド
- ケルヴィン・クランツ：ダニエル・アルグラント
- フレッド：フレッド・ヘッキンジャー

## 製作
2019年8月15日、スティーヴン・ソダーバーグ監督が秘密裏に新作映画の製作を進めており、メリル・ストリープとジェンマ・チャンの出演が決まっていると報じられた。19日、キャンディス・バーゲン、ダイアン・ウィースト、ルーカス・ヘッジズがキャスト入りした。同月、本作の主要撮影がニューヨークで始まった。本作の撮影はソダーバーグ監督が1人で行い、出演者たちはデボラ・アイゼンバーグが作った大枠を参考に即興で演技をした。また、無料の貸しボートを使用したり、ストリープのギャラが25セントに抑えられたりした結果、本作は極めて少額の予算で製作された作品となった。12月9日、トーマス・ニューマンが本作で使用される楽曲を手がけるとの報道があった。

## 公開・マーケティング
2019年8月19日、HBO Maxが本作の全米配信権を獲得したと報じられた。2020年7月15日、本作の劇中写真が初めて公開された。11月15日、本作のオフィシャル・トレイラーが公開された。

## 評価
本作は批評家から高く評価されている。映画批評集積サイトのRotten Tomatoesには78件のレビューがあり、批評家支持率は90%、平均点は10点満点で7.3点となっている。サイト側による批評家の見解の要約は「スティーヴン・ソダーバーグ監督は才能豊かな俳優たちを起用し、彼/彼女らに即興で演技をさせたが（Let Them All Talk）、それは賢明なことであった。『レット・ゼム・オール・トーク』が軽めの作品であることは否めないが、それでも期待以上の物を見せてくれる作品である。」となっている。また、Metacriticには23件のレビューがあり、加重平均値は73/100となっている。